# Rhyssemus capensis
Rhyssemus capensis är en skalbaggsart som beskrevs av Clouet 1901. Rhyssemus capensis ingår i släktet Rhyssemus och familjen Aphodiidae. Inga underarter finns listade i Catalogue of Life.